# Xanthoparmelia filarszkyana
Xanthoparmelia filarszkyana är en lavart som först beskrevs av Vilmos Kőfaragó-Gyelnik och som fick sitt nu gällande namn av Mason Ellsworth Hale. 
Xanthoparmelia filarszkyana ingår i släktet Xanthoparmelia och familjen Parmeliaceae. Inga underarter finns listade i Catalogue of Life.